# Pippo e la pesca
Pippo e la pesca (How to Fish) è un film del 1942 diretto da Jack Kinney. È un cortometraggio animato della serie Goofy, prodotto dalla Walt Disney Productions, uscito negli Stati Uniti il 4 dicembre 1942 e distribuito dalla RKO Radio Pictures.

## Trama
Un narratore spiega che la pesca è diventata una vera e propria scienza e non dipende dalla fortuna del pescatore: le stelle e i pianeti controllano le maree; inoltre quando Nettuno entra nella costellazione dei Pesci i pesci hanno il desiderio di mordere e quando la Terra entra in quest'orbita gli effetti hanno luogo sul pianeta azzurro, facendo sì che i suoi abitanti abbiano maggior voglia di pescare, grazie alla "febbre dei pesci o febbre della pesca". Dopo aver "pescato" un acquario, Pippo si reca in montagna e, seguendo quello che dice il narratore, si avvicina al torrente, pesca con la mosca, lancia l'esca e pesca dentro il lago stando su una barca. Qui l'amo si impiglia al motore della barca e Pippo finisce per pescarlo, rimanendone soddisfatto.

## Distribuzione

### Edizioni home video

#### VHS
- Pippo nel pallone (gennaio 1988)[1]
- Pippo superstar (febbraio 1991)[2]
- Il mio eroe Pippo (marzo 2004)[4]

#### DVD
Il cortometraggio è incluso nei DVD Walt Disney Treasures: Pippo, la collezione completa e Il mio eroe Pippo.